# The Chevelles
The Chevelles é um quarteto; uma banda de power pop, de Perth, na Austrália, que se especializou em músicas de verão com uma atitude um pouco como a dos Raspberries. São liderados pelos vocalistas e guitarristas Duane Smith e Adrian Allen, ambos compositores que combinam grandes guitarras com ganchos brilhantes e harmonias em abundância (segundo Steve Leggett, no Allmusic). Eles também fizeram mais de 1.000 shows, excursionando extensivamente, mais de uma dúzia de vezes, em seu país e na Europa, Estados Unidos e Brasil; tocando em pequenas salas ou grandes concertos e vendendo mais de 80.000 discos.    

## História
No verão de 1989 para 1990, quatro rapazes de cabelos compridos, determinados a fazer seu próprio ruído de guitarra, formaram o The Chevelles na cidade de Perth, Austrália Ocidental. Seus primeiros lançamentos foram o single 7" "Be My Friend" (1990, com Duane Smith, Jeff Halley no baixo e vocal e Guy Douglas na bateria; além de Richard Lane na guitarra e vocal) e o EP 12" The Kids Ain't Hip! (1991) - praticamente o mesmo nome de seu primeiro álbum, The Kids Ain't Hip, de 1992.
Um ano depois, a gravadora australiana Survival Records lança o segundo álbum da banda, Gigantic, contendo músicas gravadas no Planet Studios, Perth, em outubro de 1991, janeiro e julho de 1992; e na Espanha sai a coletânea In The Zero Hour (Munster Records). Neste período eles excursionam pela Austrália quatro vezes e fazem uma turnê de 42 dias pela Europa. Gigantic se manteve no Rock 30 das rádios francesas, por dois meses (entrando no nº 3), e foi gravado com a mesma formação do single "Be My Friend", apenas com a troca de Richard Lane por Adrian Allen. Em 1994, Gigantic foi lançado no Brasil pela Paradoxx Music, e em 1995 foi lançado, também na Espanha, o álbum Rollerball Candy (pela Running Circle).
Após Gigantic, o próximo disco a sair na Austrália foi a coletânea At Second Glance, em março de 1998; ano em que o EP francês Mesmerised é lançado. Após a virada do século XX para o século XXI, a banda lança, no Brasil, a coletânea Delerium - The Very Best of The Chevelles (2001), que os consolidou no mercado de surf do país. Entre 1999 e 2004, a banda fez turnês na região por quatro vezes e tocou em um festival de praia para mais de 30.000 pessoas; lançando EP Sunbleached (2000), além do álbum espanhol Sunseekers e o álbum australiano Girl God em 2002, que continham o baterista David Huck Shaw no lugar de Guy Douglas e a música "Angelina Jolie". Girl God seria lançado pela brasileira Tronador.
No ano de 2008, assinaram com a Wicked Cool Records, lançando, em maio, a coletânea Introducing The Chevelles - Barbarella Girl God para o mercado dos Estados Unidos. De acordo com Jo-Ann Greene, no Allmusic, os Chevelles estão no seu melhor com este conjunto de 14 de seus números mais contagiantes. Em 25 de outubro do mesmo ano, a mesma gravadora lança o álbum Accelerator. Seu catálogo é adicionado ao iTunes e a música "Get Back To New York City" é gravada para o US Fox Sports NBL World Series.
De acordo com artigo publicado em 2012, a banda se reuniu com Steven Van Zandt, da E Street Band (e fundador da Wicked Cool Record Co.) para criar a música "Bettie Page" e lançar um vídeo.

## Discografia
Datas de lançamento conforme a discografia na página oficial da banda; demais informações conforme o Discogs.

### Álbuns
- The Kids Ain't Hip (1992) - Survival Records (SUR 519), Austrália
- Gigantic (1993) - Survival Records (SUR 526), Austrália / (1994) - Paradoxx Music (OXX1023-2), Brasil
- Rollerball Candy (1995) - Running Circle (RUN 0007), Espanha
- Sunseekers (2002) - Bittersweet Recordings (BS-008), Espanha[16]
- Girl God (2002) - Zip Records (ZIPAUST 011), Australia[24]
- Accelerator (2008) - Wicked Cool Record Co.

### EPs
- The Kids Ain't Hip! (1991) - Zero Hour Records (Zero 401), Austrália (12")
- Memories (1993) - Survival Records (CDEP), Austrália e Alemanha
- Mesmerized (1998) - Hellfire Club Records (HFC002), França (7")
- Sunbleached (2000) - Zip Records (ZIPAUST 001), Austrália[25] / Spinning Top (TOP013), EUA (CD)

### Coletâneas
- In The Zero Hour (1993) - Munster Records (MR028), Espanha
- At Second Glance (1998) - Not Lame Recordings (NLL001), EUA[15] / Spinning Top Records (TOP009), Austrália
- Delerium - The Very Best of The Chevelles (2001) - Tronador (TMSS03-2), Brasil
- Introducing The Chevelles - Barbarella Girl God (2008) - Wicked Cool Record Co. (856385001114), EUA[19]

### Ao vivo
- The Chevelles Live At The Casbah (2004) - Re:Live

### Single 7"
- "Be My Friend" / "She Don't Come Around" (1990) - Zero Hour Records (Zero 002), Austrália[4]

### CD Single
- "Girl For Me" / "Valentine" / "On My Mind" (1992) - Survival Records (SUR 704), Austrália[26]
- "Murder On Her Mind" / "Can't Pretend" (1992) - Survival Records (SUR 708), Austrália
- "Understand" / "Over" (1992) - Survival Records (SUR 718 PROMOCD), Bélgica (promocional)[27]
- "C'mon Everybody" / "Angelina Jolie" / "Sleeper" (2001) - Zip Records (ZIPAUST009), Austrália[28]

### Músicas em coletâneas de power pop
- Pop On Top (The Cream of Australia's Power Pop Crop!) (1998) - Bomp! Records (BCD 4059), EUA (música "She's Not Around")[29]